# Megalactis griffithsi
Megalactis griffithsi är en havsanemonart som beskrevs av William Saville-Kent 1893 . Megalactis griffithsi ingår i släktet Megalactis och familjen Actinodendronidae. Inga underarter finns listade i Catalogue of Life.